# Sketch met de dode papegaai

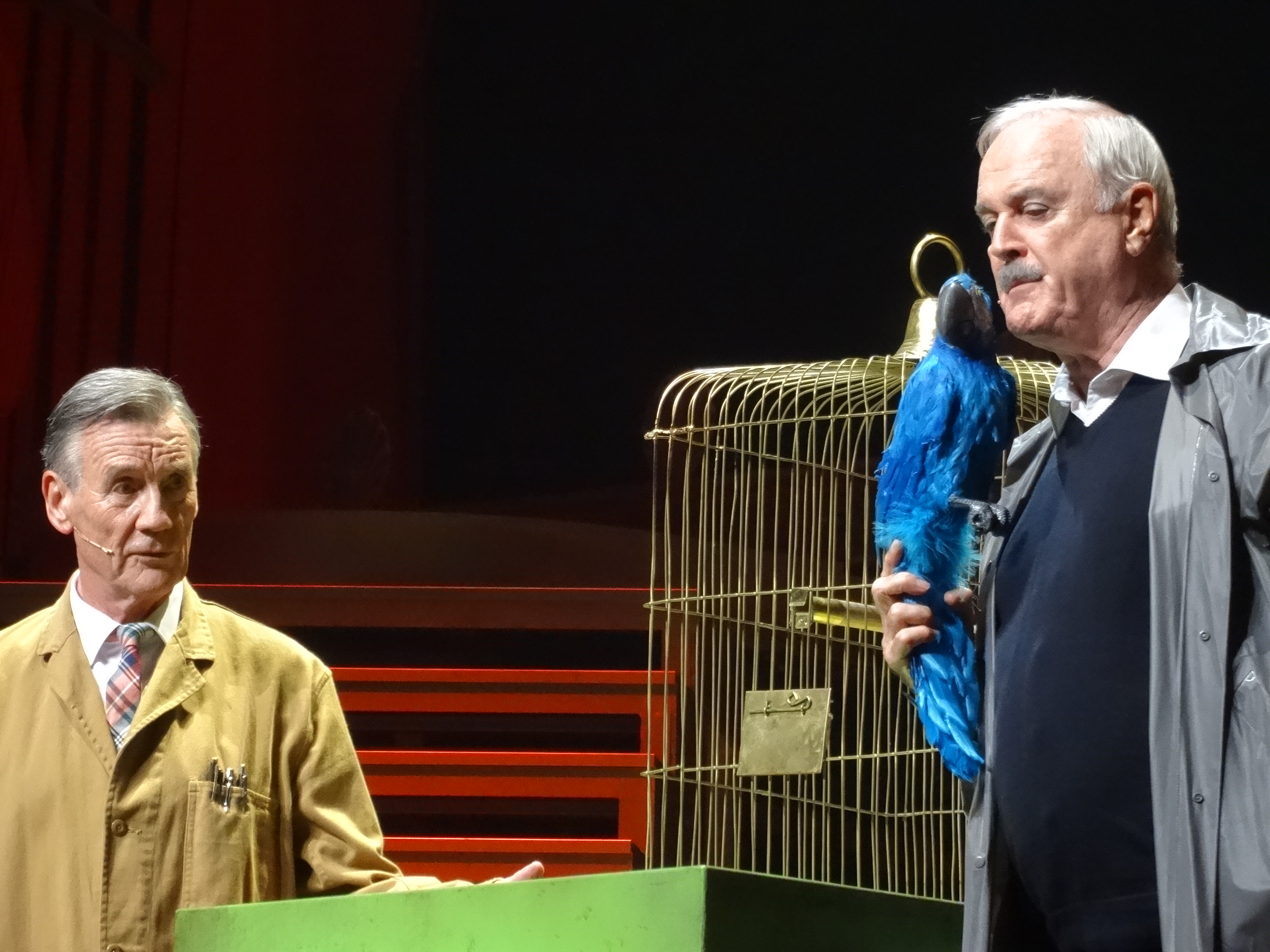
Michael Palin (links) en John Cleese voeren de sketch op

De Sketch met de dode papegaai (Engels: Dead Parrot Sketch), ook wel bekend als De sketch in de dierenwinkel of Papegaaiensketch, is een sketch uit Monty Python's Flying Circus (Vliegende Circus van Monty Python). De sketch werd geschreven door John Cleese en Graham Chapman en werd voor het eerst opgevoerd in de achtste aflevering van de eerste serie van de show, die op de Britse televisie werd uitgezonden op 7 december 1969.
De sketch is een voorstelling van een conflict tussen knorrige klant mijnheer Praline (vertolkt door Cleese) en een winkelier (Michael Palin), die betwisten of een pas gekochte 'Noorse Blauwe' papegaai al dan niet dood is. Daarbij neemt men de vele eufemismen binnen de Britse cultuur voor 'dood' op de hak.
De Sketch met de dode papegaai werd geïnspireerd door de a Car's Salesman sketch (Sketch met de autoverkoper), die Palin en Chapman hadden uitgevoerd in How to Irritate People. Hierin speelt Palin een autoverkoper die steeds opnieuw weigert toe te geven dat er iets mis is met de auto van zijn klant (Chapman), zelfs als die voor zijn neus uiteenvalt. Deze sketch was gebaseerd op een feitelijke gebeurtenis tussen Palin en een autoverkoper. In de theatershow Monty Python Live at Aspen vertelde Palin dat deze verkoper voor alles wel een excuus had. In diezelfde show zei Cleese dat hij en Chapman "geloofden dat er iets heel grappigs aan de hand is, mits we er de juiste context voor kunnen vinden". In eerdere concepten van wat later zou uitgroeien tot de Parrot sketch, probeerde de gefrustreerde klant een defecte broodrooster terug te brengen naar de winkel. Chapman realiseerde zich dat het nog dwazer moest en kwam met het idee van de papegaai.
In de loop der jaren hebben Cleese en Palin voor diverse televisieprogramma's, platenalbums en liveoptredens veel varianten op de Sketch met de papegaai opgevoerd.

## Plot
Praline (John Cleese) komt een dierenwinkel binnen om een klacht in te dienen over zijn dode Noorse blauwe papegaai (de papegaai is geen inheemse diersoort in Noorwegen). Net op dat moment is de winkelier (Palin) bezig voorbereidingen te treffen om zijn winkel te sluiten voor de lunch. Ondanks dat de winkelier te horen krijgt dat de vogel overleden is en dat het vastgeniet zat aan zijn stok, blijft de winkelier erbij dat het "smacht naar de fjorden" of "bedwelmd" is.
Terwijl de geïrriteerde Praline de papegaai tot leven probeert te wekken, probeert de winkelier de papegaai te laten bewegen door tegen de kooi te slaan. Praline barst in woede uit, nadat hij met 'Polly Papegaai' op de toonbank heeft geslagen. Nadat hij verschillende eufemismen voor 'dood' heeft opgenoemd ("is er niet meer", "leeft niet meer", "van het leven beroofd", "rust in vrede", "heengegaan", "teruggekeerd naar zijn Schepper" en "Dit is een ex-papegaai"), vertelt de winkelier hem dat hij voor een terugbetaling naar de dierenwinkel van zijn broer in Bolton moet gaan. Dat blijkt nogal moeilijk als die 'broer' (in werkelijkheid de winkelier van de eerste zaak, maar met nepsnor), claimt dat Praline in de stad Ipswich is, terwijl de stationwachter (Terry Jones) aangeeft dat hij toch in Bolton is.
Praline confronteert de 'broer' van de winkelier met zijn leugen, waarop de winkelier beweert dat hij met Praline een grapje wilde uithalen door hem naar Ipswich te sturen, dat een omkeerwoord van Bolton zou zijn. Praline wijst hem erop dat de winkelier het bij het verkeerde einde heeft omdat het omkeerwoord voor Bolton 'Notlob' zou zijn geweest. Net als Praline besluit "dat het niet gekker moet worden", komt de nuchtere kolonel (Graham Chapman) binnen, die gelast dat de sketch moet stoppen.

## Variaties op de sketch
In de uit 1971 daterende compilatiefilm And Now for Something Completely Different eindigt de sketch met een toelichting van de winkelier dat hij altijd al een houthakker had willen zijn. Hij negeert de bezwaren van Praline dat dit niet ter zake doet en begint vervolgens The Lumberjack Song te zingen. Het album Monty Python Live at Drury Lane brengt een liveversie van deze sketch die iets afwijkt van de tv-versie. Pralines tirade over de overleden papegaai omvat: "Hij is verdorie de pijp uitgegaan". Ook eindigt de scène met de winkelier die opmerkt dat hij een slak heeft die kan praten.
Dan zegt Cleese na een korte pauze: "Goed, dan neem ik die!", maar Palin beweert in zijn gepubliceerde dagboek dat hij zijn reactie toen veranderde om Cleese van zich af te schudden. Tijdens deze voorstelling gebeurt er iets op het toneel dat niet wordt overgezet in een geluidsopname, maar het zorgt ervoor dat het publiek in hysterie uitbarst na Cleese zijn volgende zin: "Dat is nog eens wat ik noem een dode papegaai".
De voorstelling van Monty Python in New York City Center in 1976 eindigde met de zin verwijzend naar de slak, gevolgd door:

Winkelier: (zeer lange pauze) ... "Wil je mee naar mijn huis?"
Praline: "Ik dacht dat je dat nooit zou vragen."
Op de compilatie Dead Parrot Society door platenlabel Rhino Records tijdens de live voorstelling van benefietshow The Secret Policeman's Ball uit 1976, schiet Palin in de lach als Cleese uitroept: "Naar de fjorden smachten? Wat voor soort praat is dat?"
Het publiek joelt als Palin wat uit zijn rol valt, maar hij herpakt zichzelf snel en Cleese roept uit: "Nou, kijk, hier valt niet om te lachen", voordat hij verdergaat met de sketch. Deze versie is opgenomen in het boek The Best British stand-up and Comedy Routines, vergezeld van een transcript van de sketch.
Tijdens zijn optreden bij The Muppet Show verschijnt Cleese als piraat die een ruimteschip wil overmeesteren tijdens een sketch in "Pigs in Space". Aan het eind van de scène vraagt hij aan de welgebekte papegaai op zijn schouder: "Wil je soms een ex-papegaai worden?"
In The Secret Policeman's Biggest Ball, een benefietshow voor Amnesty International uit 1989, begint de sketch op een vergelijkbare manier, maar loopt anders af:

Praline: "Hij is dood, dat is wat er mis mee is."
Winkelier: "Dat klopt. Hier heb je je geld terug, samen met een paar vakantievouchers."
(Het publiek wordt dolenthousiast)
Praline: (ziet er totaal overdonderd uit) "Nou, je kunt niet zeggen dat Thatcher niet toch een paar dingen heeft veranderd."
In een voorstelling van de sketch tijdens een Saturday Night Live Show in 1997, voegt Cleese een regel toe aan zijn tirade: "De stofwisselingsprocessen zijn alleen voor historici van belang!"
Om de sketch af te sluiten, vraagt Palin aan Cleese: "Wil je met mee naar huis?", waarop Cleese antwoordt: "Ik dacht dat je dat nooit zou vragen".
Palin vertelt in zijn gepubliceerde dagboek dat Spike Milligan, die toevallig op vakantie was in Tunesië tijdens de verfilming van Monty Python's Life of Brian, de Pythons amuseerde met zijn eigen versie van de Dead Parrot Sketch, maar "Norwegian Blue" had veranderd in "arctisch grijs".
In een interview in 2002 met Michael Parkinson vertelt Cleese dat Palin hem met zijn antwoord aan het lachen maakte tijdens een opvoering in Theatre Royal, Drury Lane. Op de vraag of zijn slak kon praten, zei hij: "Hij mompelt een beetje", in plaats van: "niet echt". Toen Cleese ten slotte stopte met lachen, wist hij niet meer hoever ze in de scène waren. Hij richtte zich tot het publiek om naar de volgende regel te vragen. Het publiek riep het hem toe, wat bij hem de vraag opriep: "Wat heeft dit voor zin?" Hij maakt deze opmerking ook toen hij en Palin gevraagd werden de sketch op te voeren voor de Saturday Night Live Show. Ze zaten bij elkaar om zich de tekst te herinneren. Toen ze vastliepen, bedachten ze dat ze gewoon buiten op straat iemand konden aanspreken om ernaar te vragen.
Tijdens de reünie van de Pythons in 2014, in het Londense uitgaansgebied The 02, werd de sketch door Cleese en Palin opgevoerd tijdens de show Monty Python Live (Mostly)). De sketch loopt af als de winkelier zegt dat hij een keur aan kaas heeft waarbij de scène overloopt in de Cheese Shop-sketch. De sketch eindigt op dezelfde manier als de voorstelling in het N.Y. City Centre; de winkelier biedt Praline aan met hem mee naar huis te gaan, waarop Praline antwoordt: "Ik dacht dat je het nooit zou vragen". Tijdens hun laatste voorstelling op 20 juli die live werd gestreamd naar veel theaters wereldwijd, voegde Cleese toe aan zijn metaforen voor de 'dood van de papegaai': het heeft zijn laatste adem uitgeblazen om de (inmiddels overleden) Chapman te ontmoeten. Hierna steken Cleese en Palin beiden hun duimen in de lucht.
Op 13 november 2015 was Cleese te gast in een aflevering van The Late Show with Stephen Colbert. Tegen het eind van het lange fragment met de bontmuts waar Colbert en Cleese in dit specifieke geval onzinnige tekst neerzetten, zegt Cleese: "Wil je met mij mee naar huis?", waarop Stephen antwoordt: "Ik dacht dat je het nooit zou vragen!"
Op de herdenkingsdienst van Graham Chapman startte John Cleese zijn lofrede door de eufemismen van de sketch te herhalen. In 1998 kreeg dit een vervolg met de reünieshow Live at Aspen, met de zogenaamde as van Chapman. Halverwege het interview (met gastheer Robert Klein) plaatst Terry Gilliam zijn voet op de tafel en stoot daarbij de urn om, waardoor de as eruit valt. Dit is de aanzet tot een verwoede slapstickachtige poging om de as van Chapman met stoffer en blik op te ruimen, daarna met een kruimeldief.

## Overige gebruikers
De Britse premier Margaret Thatcher gebruikte in 1990 de sketch tijdens een toespraak bij de jaarlijkse Conservative Party Conference. Voordat ze haar toespraak beëindigde verwees ze naar de duif, het symbool van de Liberaal-Democraten en maakte daarbij de kritische opmerking: "En nu iets totaal anders", waarbij ze tevens refereerde aan de film And Now for Something Completely Different.
In 1998 luidde de kop op de voorpagina van The Sun: "Deze partij is niet meer... het is opgehouden te bestaan... dit is een EX-partij".
Trey Parker en Matt Stone maakten van de sketch een South Park-animatiefilm door Cartman woedend neer te zetten, terwijl hij een dode Kenny (hoofdpersoon) terugbrengt naar de winkel van Kyle. Het grootste gedeelte van de tekst bleef onveranderd. De sketch is afgelopen als de animatiefiguren met Cartman stoeien en iedereen door een enorme voet wordt verpletterd.
Tijdens een jubileumconcert van Jasper Carrot liet hij zijn fans een selectie maken. Hij opende de voorstelling door dit aan te kondigen met: "Ik heb een aantal grappige verzoeken gehad. Iemand uit Newark wilde dat ik de dodepapegaaiensketch zou doen".
In verschillende televisieprogramma's wordt de papegaaiensketch deels of geheel geciteerd; onder andere in de Life of Python sketch uit Not the Nine O'Clock News (een parodie op het Friday Night, Saturday Morning-debat op Monty Python's Life of Brian) en The Early Bird (De vroege vogel, een aflevering uit het derde seizoen van Death in Paradise).
Op 29 maart 2019 werd de brexit-deal van Theresa May door Angela Smith op de BBC Radio omschreven als: 'Mays deal is zo dood als de papegaai van Monty Python.'

## Precedenten
Een grapje daterend van 400 jaar voor Christus en vertaald vanuit het Grieks, vertoont overeenkomsten met de Papegaaiensketch. De grap werd geschreven door Hierocles en Philagrius en is samen met nog 265 grappen opgenomen in de bundel Philogelos, onder de titel: The Laugh addict (De lachverslaafde). In de Griekse versie beklaagt een man zich bij een slavenhandelaar dat zijn nieuwe slaaf is overleden. De slavenhandelaar geeft dan als antwoord: "Toen hij nog met mij was deed hij zoiets nooit!"
In het korte humoristische verhaal A Nevada Funeral (Een begrafenis in Nevada), door Mark Twain, gebruiken twee personages een reeks aan eufemismen voor 'de dood', waaronder 'kicked the bucket' (het hoekje omgegaan), en 'vertrokken naar dat mysterieuze land vanwaar geen enkele reiziger terugkeert'.
In 1959 voerden Tony Hancock en Sid James een soortgelijke sketch op met een dode schildpad. In 1963 voerde Benny Hill in zijn show een sketch op met de titel The Taxidermist (De preparateur), geschreven door Dave Freeman. Hierin probeert hij een opgezette eend voor een papegaai door te laten gaan, en weet het afwijkende uiterlijk aan de bewerking met stoom. In de jaren '60 op het podium maakte een overduidelijk opgezette papegaai in een kooi onderdeel uit van de routine tijdens de Freddie Davies Show. Davies klaagde zo nu en dan dat hij opgelicht was door de verkoper.

## Peiling Radio Times
Dead Parrot werd in 2004 in een peiling van het radio- en tv-omroepblad Radio Times verkozen tot de beste alternatieve komediesketch.